# حسين بن أحمد الهبيلي
 حسين بن أحمد بن محسن الهبيلي أحد سلاطين الجنوب العربي إبان الاحتلال البريطاني لجنوب اليمن.

## نسبه
من أسرة هاشمية حسنية ينتسب إلى الأشراف آل مقبل بن حسين - اشراف بيحان - وإلى الأشراف الحمزيون في اليمن (الحمزات)
اشراف بيحان ال مقبل هم أبناء الأمير مقبل بن حسين (ابن القايفية) بن محمد وهم: 
ال حسين بن مقبل ومنه بيت ال عبد الله بن عوض
ال على بن مقبل ومنه بيت ال دحنان 
ال حسن بن مقبل ومنه بيوت ال الهبيلي بن حسن وال احمد بن حسن 
والامير مقبل بن حسين هو:
مقبل بن حسين بن محمد 
بن الأمير الناصر بن احمد 
بن محمد بن الحسين 
بن علي بن القاسم بن الهـادي 
بن محمد بن شمس الدين احمد 
بن الأمام المنصور بالله عبد الله 
بن الحمزة بن سليمان بن الحمزة 
بن علي بن الحمزة 
بن الأمام أبي هاشم الحسن 
بن عبد الرحمن بن يحيى 
بن عبد الله (1) بن الحسين بن القاسم الرسي 
بن إبراهيم طباطبا بن إسماعيل بن إبراهيم 
بن الحسن المثنى 
بن الحسن السبط 
بن أمير المؤمنين الإمام علي بن أبي طالب كرم الله وجهه في الجنة
(1) الإمام يحيى بن الحسين بن القاسم الرسي وأخوه عبد الله بن الحسين هما أول من خرج إلى اليمن من الأسرة الهاشمية في العام 280 - 283 للهجرة حيث استجاب لنداء علماء ومشايخ اليمن الذين أتوه موفدين من أهل اليمن إلى المدينة المنورة وبايعوه إماما لليمن وتكنى بالإمام الهادي إلى الحق يحيى بن الحسين وقبره حالياً مزار في مدينة صعدة اليمنية وله كتب ومؤلفات دينية وتاريخية عديدة
ابناوه
الشريف الأمير صالح بن حسين بن احمد الهبيلي متوفي
الشريف قايد بن حسين احمد بن الهبيلي
متوفي
الشريف مختار بن حسين بن احمد الهبيلي
متوفي
الشريف عبد الله بن حسين بن احمدالهبيلي
الشريف سلطان بن حسين بن احمدالهبيلي
ا

## سيرته
كان الشريف حسين بن أحمد الهبيلي يتمتع بشخصية وقورة ومحترمة بين الناس وكانت له مكانة كبيرة وتقدير عميق لدى مشائخ وأمراء وسلاطين الجنوب وكان له سعيه الدؤوب لتقريب وجهات النظر وحل الخلافات التي كانت تنشأ بين الأمراء والسلاطين. كما كان يتمتع ببصيرة نافذة وحنكة سياسية عميقة وحكمة بالغة.كانت علاقاتة وثيقة جدا بالسلاطين والأمراء والأعيان والمشائخ في الجنوب آنذاك. كانت تربطة علاقات وثيقة بأسرة الحكم في مشيخة العوالق وخليفة ومنهم الشيخ فريد بن محسن العولقي والأمير عبد الله بن محسن العولقي. كان يزخر مجسله بأبناء القبائل المجاورة وأعيانها وكان يستمع لحديثهم بكل ود ورحابة صدر. وعلى سبيل المثال كان الشيخ محمد بن احمد بن طالب الخليفي يورد الكثير من قصص الحكمة التي تمتزج بالفكاهة وكانت تشير إلى انتقاد بعض الأمور في السلطنات حيث كان يتقبلها الشريف حسين بكل رحابة صدر.

## توليه الحكم
حكمت أسرة آل الهبيلي منطقة بيحان في القرن السابع عشر الميلادي. 
وتولى الشريف حسين حكم منطقة بيحان بعد أبيه في الفترة ما بين 1935م إلى 1967م.
ورغم أن الفترة التي حكم فيها الشريف حسين شهدت نزاعات وتطورات خطيرة في المنطقة وأطماع دولية وداخلية وسيطرة بريطانيا على جنوب اليمن إلا أنه استطاع بحنكته السياسية من تكوين إمارة أصبحت لها الزعامة على موسطة بيحان وعاصمتها النقوب وهي الإمارة التي عرفت باسم الإمارة الهبيلية الهاشمية.
وخلال فترة حكمه جعل بيحان من أهم المناطق على مستوى اليمن أجمع لما لها من موقع جغرافي مهم جداً ورغم عدم اجتماع قبائل المنطقة على إمرته بادء الأمر إلا أنهم جميعاً اتفقوا على أنه الشخصية الأجدر بالاحترام والتقدير حيث ساهم كثيراً في إنهاء الصراعات والنعرات القبلية وتوطيد أواصر الأخوة والتعاون والمقاربة بين أبناء القبائل في المنطقة.

## رئيساً لاتحاد الجنوب العربي
كان هناك ضغط بريطاني مبطن لسلاطين الجنوب لتكوين اتحاد الجنوب العربي حيث كانت بريطانيا تخشى المد الشعبي النضالي ضدها كمستعمر، كما لم يكن للبريطانيين تجاهل النشاط الروسي في اليمن ومصر وفي ظل هذه الظروف القلقة وغيرها استطاعت بريطانيا إقناع سلاطين الجنوب بتشكيل الاتحاد لوقف الأطماع الروسية والناصرية في اليمن وعلى رأسهم الشريف حسين وأعطتهم ضمانات وتعهدات بقيام جمهورية الجنوب العربي وتجنيب الجنوب العربي الدخول في صراعات إقليمية ودولية أوحروب أهلية فكان تأسيس اتحاد إمارات الجنوب العربي عام 1959م وكان الشريف حسين الهبيلي رئيساً له كما كان مرشحاً ليكون أول رئيس لجمهورية الجنوب العربي.

## نهاية حكمه
مع اندلاع الثورة المسلحة في جنوب اليمن عام 1963م ضد المحتل البريطاني أصبحت بريطانيا موقنة بأن أيامها في الجنوب معدودة وأن عليها أن ترتب أوضاعها وتعدل من خططها حتى لا تفقد مصالحها في المنطقة فاستجابت شكلياً لبعض الأماني الوطنية وتنكرت لسلاطين الجنوب العربي واتحادهم ونقضت كل العهود والمواثيق التي قدمتها لهم وقامت بالمفاوضة مع الجبهة القومية لتحرير الجنوب لتسليم السلطة لهم وهو الأمر الذي تم شكلياً عام 1967م بانسحاب القوات البريطانية من عدن نهائياً وحقيقة الأمر أن بريطانيا خانت الفريقين فأدخلتهم في حروب أهلية طاحنة وسلمت جنوب اليمن لروسيا فما كان من الشريف حسين إلا ترك اليمن واللجوء إلى المملكة العربية السعودية بعشيرته ومعظم سلاطين الجنوب هرباً من حروب أهلية طاحنة أودت بحياة عشرات الآلاف من أبناء الجنوب.

## أهم إنجازاته
- جعل بيحان من أهم المناطق على مستوى اليمن أجمع لما لها من موقع جغرافي مهم جداً
- أنشأ داراً للقضاء
- أول من أنشأ بنك زراعي للتسليف كما كان يفك الآراضي المرهونة بشرائها وردها لأصحابها
- أنشأ مطار بيحان
- استقبل بعثات التنقيب عن الآثار في مدينة تمنه بهجر كحلان جنوب بيحان
- كان يدعم السلاطين والمشايخ في تطوير بلدهم بما يأخذه من الإنجليز من أموال
- أدار محميات الجنوب العربي بحنكة ودهاء وسياسة شهد له بها أعدائه قبل أصدقائه
- افتتح المدارس والمعاهد التعليمية وأرسل أبناء المنطقة في بعثات تعليمية وعسكرية
- بالرغم من خلافه مع الإمام حميد الدين وردعه عندما كان يريد أن يوحد اليمن باسم الملكية إلا أنه عندما أحس بمطامع جمال عبد الناصر في دخول اليمن ومن ثم السعودية نسي ماكان بينهم من خلاف فكان له دور كبير جداً في ردع قوات جمال عبد الناصر وكسر شوكته خصوصاً على الحدود اليمنية السعودية لدرجة أن الرئيس عبد الناصر كان يطلق عليه لقب «سخيف بيحان» في بعض تصريحاته.

## من أشهر أقواله
«من الأفضل لك أن تكون عدواً للبريطانيين من أن تكون صديقاً لهم، لانهم في الحالة الأولى سيعملون على شرائك أما في الحالة الثانية فأنهم سيقومون ببيعك»

## وفاته
بقي الشريف حسين في المملكة العربية السعودية لاجئاً منذ عام 1967م حتى وافته المنية عام 1985م في مقر إقامته بالطائف ودفن بها.
وما زالت أسرة آل الهبيلي متواجدة إلى يومنا هذا في مدينة الطائف بالمملكة العربية السعودية.